# Borough Market
Der Borough Market [ˈbər-(ˌ)ō, ˈbə-(ˌ)rō] ist einer der ältesten Lebensmittelmärkte Londons.
Der Markt findet seine Wurzeln bereits im London des 13. Jahrhunderts, wo er seit jeher am selben Platz, dem Gelände des Rochester Yard, existiert. Trotz allem fällt es schwer, seine tatsächlichen Anfänge zurückzuverfolgen, da der Markt aufgrund von erhöhter Verkehrsbehinderung umgesiedelt wurde. Die ältesten Aufzeichnungen über den Lebensmittelmarkt gehen bis in das Jahr 1014 zurück, als sich sein Standort noch am südlichen Ufer der London Bridge befand.
Aufgrund stetiger Sanierungsarbeiten ist der Markt bis heute gut erhalten und zieht durch sein mittlerweile vielfältiges Sortiment Touristen und Ortsansässige an. Er gewann in den Jahren 2008 und 2010 mehrere Preise, unter anderem den „London Lifestyle Award“, und wurde als Drehort für die Filme Bridget Jones – Schokolade zum Frühstück und Harry Potter und der Gefangene von Askaban genutzt.

## Name
Der Name „Borough“ [ˈbər-(ˌ)ō, ˈbə-(ˌ)rō] kommt aus dem englischen Sprachgebrauch und bezeichnet üblicherweise Stadtteile, Gemeinden oder Bezirke bzw. Verwaltungseinheiten. Der Borough Market ist nach dem umliegenden Stadtviertel Borough benannt, dessen Name sich wiederum vom mittelalterlichen Borough of Southwark ableitet.

## Geographie

### Lage und Umgebung
Der Lebensmittelmarkt befindet sich im Stadtteil Southwark und liegt südlich der Themse. Er wird durch die London Bridge mit dem Stadtteil City of London verbunden. Der Markt wird an der Nordseite durch „Winchester Walk“ sowie nordöstlich von „Bedale“ resp. von „Cathedral Street“ eingegrenzt. An der Ostseite befindet sich „Borough Street“, an der Südseite ist „Southwark Street“, und westlich wird der Markt von „Stoney Street“ umgeben. Nördlich des Marktes befindet sich außerdem die Southwark Cathedral. Der Markt ist prinzipiell von allen Seiten zugänglich, der Haupteingang liegt an der Southwark Street, gegenüber der U-Bahn-Station London Bridge. Rund um den Markt haben sich Restaurants, Bars und Unterhaltungsbetriebe, sowie Geschäfte angesiedelt. Erwähnenswert sind unter anderem das Old Operating Theatre Museum, die Kaplan Law School oder auch das Guy’s Hospital.

### Verkehr
Der Markt befindet sich südwestlich der London Bridge und ist durch seine relativ zentrale Lage durch öffentliche Verkehrsmittel, wie durch die Londoner U-Bahn, Bus sowie Zug, sehr gut zu erreichen. Die U-Bahn-Stationen Borough (London Underground), die mit der Northern Line zu erreichen ist, und London Bridge, Verbindung über die Northern Line sowie die Jubilee Line, befinden sich in unmittelbarer Nähe. Ebenso halten Busse an den Stationen London Bridge, Borough High Street und Southwark, die nahe genug liegen, um den Markt auf dem Fußweg zu erreichen. Mit dem Zug ist der Borough Market über die London Bridge Mainline Station erreichbar.

## Geschichte
Die eigentlichen Anfänge des Borough Market liegen bis in das 13. Jahrhundert zurück, als der Markt 1276 das erste Mal dokumentiert wurde, denn seitdem existiert der Markt am selben Platz. Trotzdem sind die Einschätzungen der Marktanfänge widersprüchlich. Einerseits, weil der Markt in gleicher Form an einem anderen Standort bereits Jahrzehnte zuvor existiert hat, andererseits weil der Markt 1754 per Gesetz abgeschafft wurde.
Es wird vermutet, dass der Borough Market bereits in der Römerzeit in gleicher Form, allerdings an einem anderen Platz existiert hat. Spekulationen zufolge befand sich der Markt zu dieser Zeit noch an seinem ursprünglichen Standort am südlichen Ende der London Bridge. Diese Spekulationen basieren auf der Annahme, dass bereits im Jahr 1014 die zentrale Lage in der Hauptstadt Großbritanniens um die London Bridge und entlang der Themse Handelsleute, die Fisch, Gemüse oder Getreide verkaufen wollten, anzog.
Ein weiterer Grund für die widersprüchlichen Einschätzungen der Anfänge des Marktes liegt daran, dass der Markt im Jahr 1754, aufgrund zunehmender Verkehrsbehinderung, per Gesetz abgeschafft wurde. Diese Abschaffung führte schließlich zu keinem Konsens über die Verortung der Anfänge des Marktes. 1756 eröffnete der Markt wieder seine Pforten, nachdem sich einige Anwohner dazu entschlossen Land zu kaufen, auf dem der Markt wieder seine Geschäfte aufnehmen konnte. Dieses Stück Land bildet noch heute das Herzstück des Marktareals, das circa 18,000 m2 umfasst und sich im Gelände von Rochester Yard befindet. Aufgrund seiner strategisch günstigen Lage nahe dem Wasserweg der Themse, galt der Borough Market bereits im 19. Jahrhundert als London’s wichtigster Lebensmittelmarkt. Im Gegensatz zu anderen Märkten, wie beispielsweise dem Covent Garden Market oder dem Billingsgate Fischmarkt, verblieb der Borough Market, als einer von wenigen, bis heute über Jahrzehnte hinweg, in gleicher Form am gleichen Standort.
Einige Teile des Borough Market, wie sie heute noch erhalten sind, wurden 1851 geschaffen und erhielten etliche Zubauten bis in die 1860er. Ab dem Jahr 1995 wurde er im Zuge eines umfassenden Projektes zur Neugestaltung generalsaniert. Die 130 regulären Marktstände finden sich heute in verschiedenen Hallen des Marktgeländes wieder.
Am 3. Juni 2017 ereignete sich auf dem Markt ein Attentat, bei dem acht Menschen starben und 48 verletzt wurden.

## Verwaltung
Seit der „Rückeroberung“ der Anwohner gilt der Borough Market als einziger unabhängiger Markt Londons. Er wird von der Stiftung „Borough Market (Southwark) Trust“ geleitet und verwaltet, deren Mitglieder in der Umgebung sesshaft sind. Das Ziel der Treuhänderschaft ist es, wie in der Beurkundung des gemeinnützigen Vereins schriftlich festgehalten wird, den Markt als Gemeinbedarfseinrichtung zu verwalten und jährliche Gewinnüberschüsse an die Gemeinde von Southwark zu überführen und deren Erhaltung zukommen zu lassen. Weitere Ambitionen der Marktverwaltung sind, Bildung im Bereich der Ernährungswissenschaft zu verbreiten und sich bei lokalen Gemeindeprojekten einzubinden. Laut stiftungseigener Website sollen außerdem Ziele wie öffentliche Gesundheit, hohe Lebensmittelqualität und soziale Verantwortung durch enge Zusammenarbeit mit Händler, die nach den gleichen Prinzipien wirtschaften wie die Treuhänderschaft, erreicht werden. Jedoch liegen bisher keine Veröffentlichungen über konkrete Maßnahmen zur Zielerreichung oder Zielerreichungsgrade vor.
Da dem Markt mittlerweile sein Ruf als hochwertiger Lebensmittelmarkt vorauseilt, bemüht sich die Marktverwaltung darum, den hohen Standard der Produkte zu erhalten. Um den hohen Ansprüchen der Abnehmer gerecht zu werden, müssen die gehandelten Produkte strengen Kontrollen bezüglich Herkunft, Geschmack und Qualität unterzogen werden. Ein Fachgremium, das die Produkte regelmäßig kontrolliert, sowie die gezielte Anwerbung kleiner Händler sollen dazu beitragen, die hohen Qualitätsstandards aufrechterhalten zu können.

## Nutzung
Der Platz wird ganzjährig als Handelsfläche genutzt. Die querenden Straßen am Marktgelände dienen ausschließlich als Fußgängerwege und zur Anlieferung frischer Ware. Der Markt wird von Privaten, Gastronomen oder Großhändlern, sowie Touristen ganzjährig genutzt. Der Großteil des Marktes besteht aus überdachten Markthallen und Marktgebäuden, es gibt allerdings auch große Freiflächen, die zum Aufbau der Stände genutzt werden können.
Mittlerweile zählt der Borough Market ungefähr 130 reguläre Marktstände, eine unterschiedliche Anzahl von stetig wechselnden Ständen und eine Vielzahl an Produkten. Dazu gehören, neben den seit jeher angebotenen Obst- und Gemüsesorten, Fleisch, Fisch und Naturprodukte aus aller Welt. Trotzdem wird auf die Regionalität der Produkte ebenso geachtet wie auf ihre Vielfältigkeit. Aus diesem Grund finden sich viele Händler der Region, mit frischen Produkten aus lokalem Anbau auf dem Markt genauso wie importierte Ware aus dem Ausland. Der Markt hat sich in den vergangenen Jahren auch zur Anlaufstelle für Spezialitäten und Delikatessen der ganzen Welt entwickelt. Außerdem werden frisch zubereitete Speisen und Snacks am Markt angeboten.
Er gilt als Anlaufstelle für Gastronomen und Köche, die dort ihre regelmäßigen Einkäufe tätigen. Aufgrund des vielfältigen Angebotes besuchen ebenso Anwohner und Touristen besonders zur Mittagszeit den Markt. Es werden frische und verarbeitete Produkte am Markt verkauft und es finden sich auch einige Restaurants und Bars am Gelände.
Zusätzlich zum alltäglichen Marktbetrieb wird der Markt zur Demonstration von Kochshows, auch für lokale Fernsehsender, jeden Donnerstag in der Halle des Jubilee Market bereitgestellt. Der Markt wurde aber nicht nur für etliche Kochshows als Drehort genutzt, sondern auch für Filme wie Bridget Jones – Schokolade zum Frühstück und Harry Potter und der Gefangene von Askaban.
Der Markt hat unterschiedliche Öffnungszeiten: Montag bis Mittwoch ist nur eingeschränkter Marktbetrieb mit einer reduzierten Anzahl an geöffneten Ständen, voller Marktbetrieb ist Donnerstag bis Samstag.

## Platzgestaltung

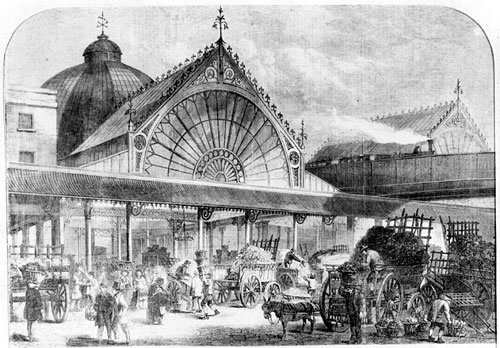
Borough Market um 1860

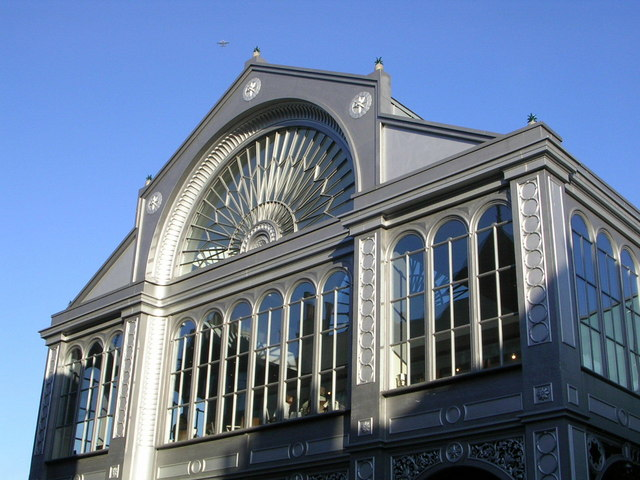
Der Borough Market in neuem Glanz nach der Fertigstellung 2004

Die Eingangshalle zum Borough Market wurde im Jahr 1932 im Stil des Art déco errichtet und im Zuge einer Renovierung im Jahr 2001 renoviert.
Die Säulenhalle im südlichen Teil des Marktes wurde 2004 errichtet und stammt ursprünglich von der einstigen Floral Hall des Covent Garden. Bei der Rekonstruktion des dortigen Opernhauses in den 1990ern wurde die Halle zum Borough Market überführt und bis 2004 wiederaufgebaut.
Ab dem Jahr 1995 wurde er im Zuge eines umfassenden Projektes zur Neugestaltung generalüberholt.  Der Markt blieb lange Zeit nur dem Großhandel zugänglich und musste dadurch mit starkem Rückgang kämpfen. 1995 beschloss die Marktverwaltung schließlich den Handelsplatz neu zu gestalten und seinen Nutzen zu überdenken und sein künftiges Bestehen zu sichern. So sollte aus dem Borough Market nicht nur der Umschlagplatz für den Großhandel, sondern auch eine Anlaufstelle für den Einzelhandel werden. Die Neugestaltung des Marktes erfolgte anhand eines Wettbewerbs, den das Londoner Architekturbüro Greig & Stephenson gewann. Das Projekt umfasste nicht nur die Attraktion von neuen Bars und Restaurants, sondern eine Sanierung alter Strukturen, die Errichtung neuer Gebäude und die Renovierung der Lager unterhalb des Marktes. Die Baumaßnahmen zogen sich über zwölf Jahre hin und kosteten 6,5 Millionen Pfund Sterling.
Der Borough Market findet sich außerdem unterhalb einer Bahnüberführungsbrücke, die durch die Entwicklung des „Thameslink Programme“ direkt oberhalb des Marktes entstand. Die Erweiterung des Londoner Schienenverkehrs erzwang die Schließung einiger Marktareale. Durch die Umsetzung des Projektes wurden bereits einige historische Gebäude abgerissen und der Charme des Marktes teilweise zerstört. Auch die Budenbesitzer blieben aufgrund der Bauarbeiten nicht verschont und wurden aus alten Markthallen vertrieben und in den Westen des Marktes gedrängt. Um die Standbesitzer weiter zu reduzieren, wurden Platzmieten erhöht und alt eingesessene Händler von der Verwaltung dazu angehalten, ihre Stände aufzugeben. Obwohl der Markt erhalten bleibt, wird sein einstiger Charme durch das Programm deutlich verändert. Während der jahrelangen Bauphase mussten die Marktstände unter Plastikzelten untergebracht werden und ihre Position an die Bauarbeiten angepasst werden. Aus diesem Grund wurde das Areal des Jubilee Market neu überdacht und große Marktstände dorthin umgesiedelt. Die Bauarbeiten, die rund um die Uhr stattfanden, verursachten weiters einen hohen Lärmpegel und verlangten die Schließung der umliegenden Straßen des Borough Marktes, was einen Rückgang der Besucherzahlen zur Folge hatte.

### Das Thameslink Programm
Das Thameslink Programm ist ein 6 Milliarden Pfund Sterling Projekt des Staates mit dem Ziel, die Überbelegung in den öffentlichen Verkehrsmitteln, im Speziellen der Bahnen, zu reduzieren. Dieses Ziel soll durch die Errichtung neuer Stationen, die Erweiterung der Fahrgleise und Routen, die es ermöglichen sollen London rascher zu durchqueren als zuvor, sowie durch den Einsatz neuer und längerer Züge mit kürzerer Intervalltaktung, erreicht werden. In das Projekt sind unter anderem die Firmen Network Rail, First Capital Connect und Southeastern eingebunden, die gemeinsam an der Verwirklichung arbeiten. Während Network Rail neue Stationen und Fahrgleise erbaut, sind First Capital Connect und Southeastern für die Bereitstellung der neuen Zugflotte verantwortlich.
Der Ausbau des öffentlichen Verkehrsnetz betrifft auch den Borough Market aufgrund des Umbaus der Station London Bridge und der Erweiterung der Zuggleise. Die Station London Bridge gilt als eine der meist frequentierten Stationen in Großbritannien und wurde 1836 eröffnet. Das Programm sieht vor die Station nach den Olympischen Spielen in London, also im Jahr 2013, völlig umzugestalten. Die Errichtung der neuen Station umfasst den Bau einer größeren Fläche, die für ein erhöhtes Passagieraufkommen dienen soll und die Koordination der ein- und ausfahrenden Züge verbessern, sowie eine höhere Kapazität an längeren Zügen fassen soll. Die neue Plattform wird mit der neuen Thameslink Route verbunden, die auf einem Bahnviadukt durch Borough führt und eine bessere Verbindung nach Brighton beziehungsweise nach Dartford mit sich bringen soll. Die Errichtung des Bahnviaduktes umschließt den Bau von Brückenträgern, die am Marktgelände entstehen sollen und die Zerstörung vieler alter Gebäude fordert.
Obwohl bereits 1987 Pläne bestanden, die die Nord-Süd-Verbindung durch London anhand der Erweiterung des Schienenverkehrs vorsahen, wurde das Projekt erst im Jahr 2006 von der Regierung genehmigt. Das Projekt wurde aufgrund von Volksbefragungen in den Jahren 2001 und 2005 lange Zeit aufgehalten. Da die Bauarbeiten die Zerstörung vieler Marktgebäude am Gelände der Borough High Street Conservation Area forderten, lehnten sich die Bürger gegen diese schadhaften Veränderungen auf, denn schließlich wurde die „Borough High Street Conservation Area“ wurde in den 1970ern vom Londoner Gemeinderat ins Leben gerufen, um Gebäude und Plätze, die von besonderem historischen und architektonischen Wert sind, vor Beschädigung zu schützen und deren Erhalt zu sichern.

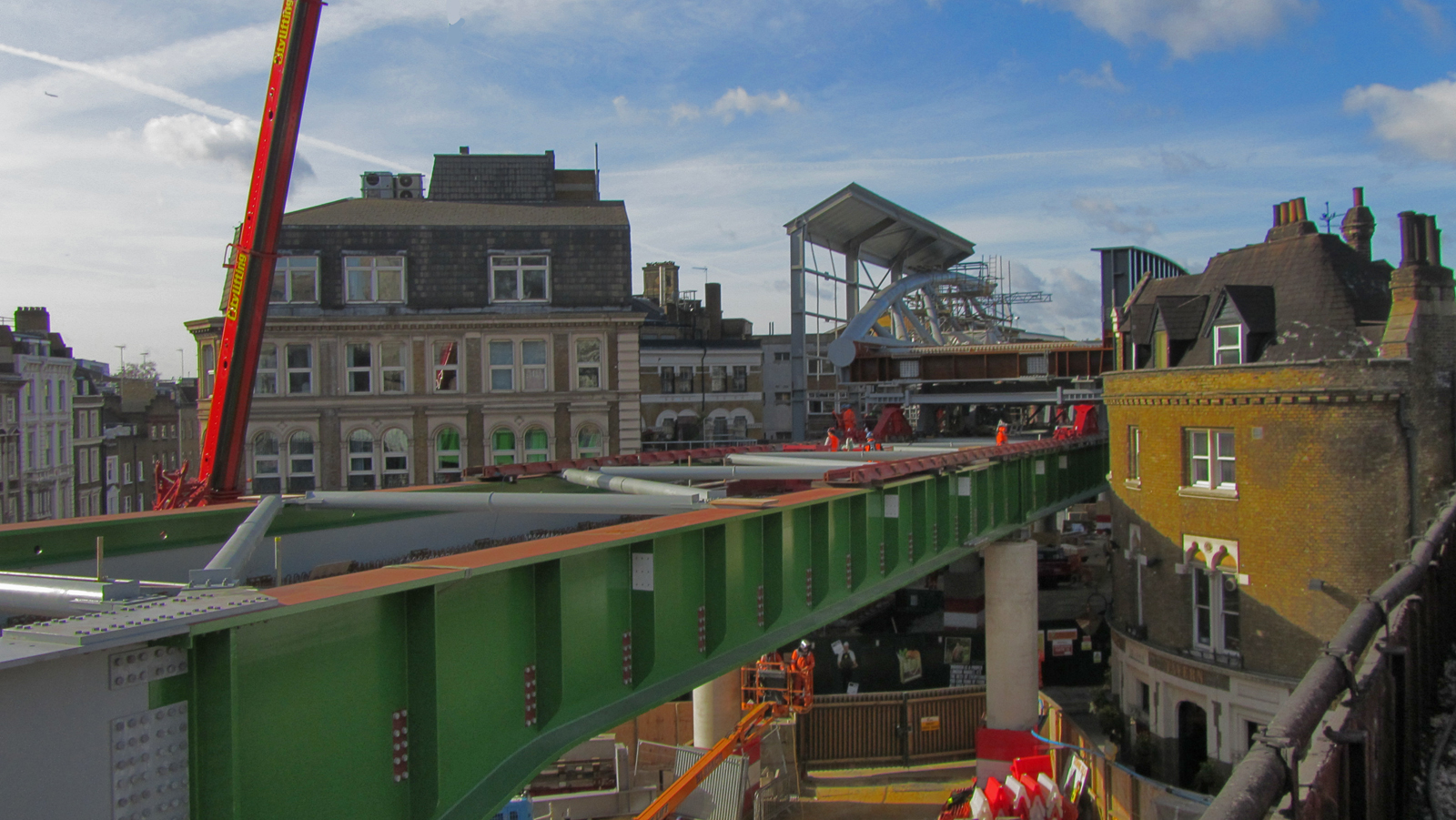
Bauarbeiten des Viaduktes oberhalb des Borough Market (Stand: Januar 2010)

Obwohl die Pläne des Thameslink Programmes vorerst aufgrund der Volksbefragungen abgelehnt wurden, da das Projekt keine Alternativen umfasste, wie zerstörte Gebäude wieder aufzubauen oder zu ersetzen, konnte sich die zweite und überarbeitete Version des Projektes durchsetzen. Nicht nur das vorrangige Bedürfnis, Londons schlimmsten öffentlichen Verkehrsengpass endlich zu eliminieren, sondern auch die Annehmlichkeit, dass die Marktverwaltung Ausgleichszahlungen für die Bereitstellung der Marktfläche zur Bebauung erhält, dürften schließlich für die Umsetzung des Bauprojektes gesorgt haben.
Nach jahrelanger Diskussion über die Errichtung der Stelzen am Marktgelände wurde im Jahr 2009 schließlich der Startschuss für die Errichtung des Viaduktes gegeben. Dieser hinterließ trotz allem einen fahlen Beigeschmack für Anwohner und Zukunftsängste bei den Händlern. 2010 begannen die Bauarbeiten am ersten von vier Trägern, um die Brückenbauarbeiten an der neuen Borough High Street Rail Bridge voranzutreiben und somit die Lücke des bisherigen Schienenverkehrs zu schließen. Das Viadukt wird voraussichtlich erst mit Ende des Projektes, also 2018, genutzt werden können, wenn die Erweiterung der Schienenbauarbeiten fertiggestellt wurden.

## Öffentliche Wahrnehmung

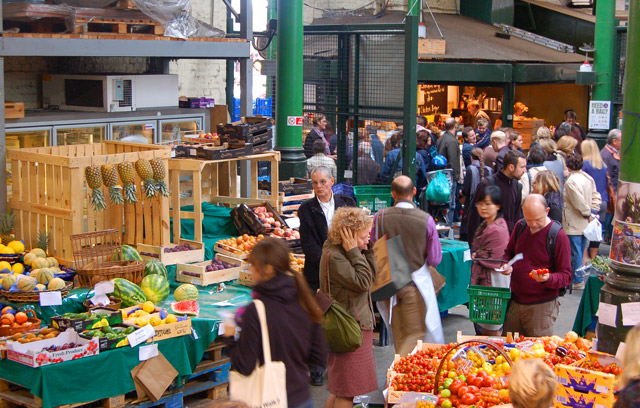
Buntes Markttreiben am Borough Market

Seitdem der Markt auch für den Einzelhandel geöffnet wurde, konnte er innerhalb der vergangenen zehn Jahre seinen Ruf als qualitativ hochwertiger Lebensmittelmarkt mit einem besonders breiten Angebotsspektrum aus aller Welt aufbauen. Der Markt wird für seine zentrale Lage, Regionalität und Qualität der gehandelten Produkte geschätzt. Außerdem erlangte der Borough Market große Beliebtheit durch die Veranstaltung diverser Kochshows direkt am Marktareal und Berühmtheit durch die Nutzung als Drehort für weltweit bekannte Filme.
Aufgrund seiner steigenden Beliebtheit und Bekanntheit, wurde der Markt bereits 2008 durch mehrere Preise ausgezeichnet. Der Evening Standard, eine Londoner Tageszeitung, hat den Markt für sein außergewöhnliches Einkaufserlebnis gekürt, und ihn als besten Markt in London ausgezeichnet. Auch der Landesverband der britischen Marktbehörden (National Association of British Market Authorities) hat den Markt durch seine Auszeichnung zum besten Spezialitätenmarkt im Jahr 2008 gewählt.
Im Jahr 2010 gewann der Markt den „London Lifestyle Award“ als bester Markt des Jahres. Diese Auszeichnung wird an diejenigen gerichtet, die einen wesentlichen Beitrag zur Verschönerung der Stadt beisteuern und das Leben in London durch ihre Dienstleistungen oder Produkte angenehmer machen. Es werden dabei nicht nur die Touristenattraktionen ausgezeichnet, sondern auch die Attraktionen, die London zu Lifestyle prägender Stadt machen, wie verschiedene Theater, Kaffeehäuser, Fitness Center oder auch Märkte. Der „London Lifestyle Award“ wird vom Gewerbe besonders hoch geschätzt.

## Weiterführende Informationen